# Sobeslau I da Boémia
Sobeslau I da Boémia foi um duque Boémia, governou entre 1125 e 1140. O seu governo foi antecedido pela 2.ª governação de Ladislau I da Boémia e foi sucedido pelo governo de Ladislau II da Boémia.